# Benjamin Franklin White

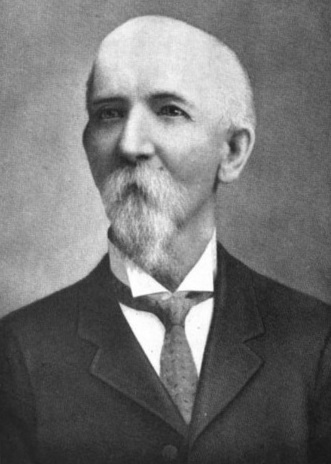
Benjamin Franklin White (1921)

Benjamin Franklin White (* 3. Dezember 1833 in New Bedford, Massachusetts; † 4. Dezember 1920 in Dillon, Montana) war ein US-amerikanischer Politiker (Republikanische Partei). Er war im Jahr 1889 der letzte Gouverneur des Montana-Territoriums.

## Lebenslauf
White wurde im Jahr 1882 in das Parlament des Montana-Territoriums gewählt. Dort verblieb er bis 1883. Im Jahr 1889 wurde er von US-Präsident Benjamin Harrison als Nachfolger von Preston Leslie zum zwölften und letzten Territorialgouverneur in Montana ernannt. In seiner kurzen Amtszeit bis zum 8. November 1889, dem Tag, an dem Montana als neuer US-Bundesstaat in die Union aufgenommen wurde, wurden dort die Vorbereitungen dieses Beitritts getroffen, eine Verfassung erarbeitet und die ersten Wahlen abgehalten.
Mit dem Amtsantritt des ersten regulären Gouverneurs Joseph Toole endete Whites Regierungszeit. Zwischen 1902 und 1904 war er Abgeordneter im Repräsentantenhaus von Montana und zeitweise Speaker dieser Parlamentskammer; von 1904 bis 1908 saß er im Staatssenat. Danach war er bis 1909 noch Vizegouverneur seines Staates.